# M-501
L'autoroute M-501 est une autovía espagnole située dans la communauté de Madrid. Elle est gérée par le gouvernement régional de Madrid car considérée comme une autoroute importante du réseau autoroutier de Madrid.
Le tronçon le plus important, long de 48 km, relie Madrid à Navas del Rey, à l'extrémité de la communauté de Madrid. Il est prolongé par une route à deux voies dans la province d'Ávila, appelée CL-501.